# Benjamin Ndiaye
Benjamin Ndiaye (Joal-Fadiouth, 28 ottobre 1948) è un arcivescovo cattolico senegalese, dal 22 febbraio 2025 arcivescovo emerito di Dakar.

## Biografia
Benjamin Ndiaye è nato il 28 ottobre 1948 a Joal-Fadiouth, dipartimento di M'bour e vicariato apostolico di Dakar (oggi arcidiocesi), nell'allora Africa Occidentale Francese (oggi sulla costa occidentale della Repubblica del Senegal); è stato battezzato lo stesso giorno della nascita.

### Formazione e ministero sacerdotale
Dopo aver ricevuto la formazione primaria, ha frequentato il seminario minore di Ngazobil fino al 1967 e poi, sentendo maturare la vocazione al sacerdozio, si è iscritto al seminario maggiore Libermann ed ha frequentato il collegio Cours Sainte-Marie de Hann, entrambi a Dakar. Nel 1970 ha cominciato gli studi in filosofia e teologia presso i seminari di Sébikotane ed Anyama per quattro anni. Nel 1974 si è trasferito in Svizzera, dove ha studiato all'Università di Friburgo ed ha conseguito la licenza in Sacra scrittura dopo un triennio. Al termine del percorso, ha ricevuto l'ordinazione sacerdotale il 21 agosto 1977, nella sua città natale, per imposizione delle mani del cardinale Hyacinthe Thiandoum, arcivescovo metropolita di Dakar; si è incardinato come presbitero della medesima arcidiocesi.
Poco dopo l'ordinazione si è trasferito a Gerusalemme, in Israele, dove si è iscritto alla École biblique et archéologique française ed ha ottenuto il diploma dopo un biennio. Nel 1979 gli è stato affidato il primo incarico pastorale come vicario parrocchiale nella parrocchia Sainte Thérèse, per poi essere trasferito nel 1981 come cooperatore parrocchiale della cattedrale di Dakar e membro del Consiglio presbiterale, divenendo in seguito professore di Sacra scrittura al seminario maggiore Libermann di Sébikotane nel 1983, dove ha insegnato per dieci anni; dal 1987 ha anche avviato il programma televisivo settimanale Le jour du Seigneur della RTS.
Nel 1993 si è trasferito a Parigi, in Francia, dove ha studiato allo Institut catholique ed ha conseguito il dottorato in teologia tre anni dopo con una tesi intitolata "Gesù, il Primogenito di una moltitudine di fratelli". Studi in Romani 8, 28-30". Al suo rientro in patria, nel 1996 è stato nominato vicario nella parrocchia Sacré-Cœur, per poi divenirne parroco nel 1998; oltre a ciò è stato anche incaricato della formazione permanente del clero, presidente del Comitato interdiocesano nazionale per i pellegrinaggi cattolici (Cinpec), ed ha guidato più volte il cammino dei senegalesi verso i luoghi santi della cristianità. Nel 2000 è stato infine nominato vicario generale dell'arcidiocesi di Dakar, ufficio ricoperto fino alla promozione all'episcopato.

### Ministero episcopale

#### Vescovo di Kaolack
Il 15 giugno 2001 papa Giovanni Paolo II lo ha nominato vescovo di Kaolack; è succeduto a Théodore-Adrien Sarr, promosso alla sede metropolitana di Dakar il 2 giugno 2000. Ha ricevuto la consacrazione episcopale il successivo 24 novembre, nella cattedrale di San Teofilo a Kaolack, per imposizione delle mani dell'arcivescovo Sarr, suo predecessore e futuro cardinale, assistito dai co-consacranti Pierre Sagna, C.S.Sp., vescovo di Saint-Louis du Sénégal, e Jacques Yandé Sarr, vescovo di Thiès; ha preso possesso della diocesi nel corso della stessa celebrazione. Come suo motto episcopale ha scelto Puiser aux sources vives du salut, che tradotto vuol dire "Attingere alle fonti viventi della salvezza".
Nel 2005 è stato eletto vicepresidente della Conferenza dei vescovi del Senegal, della Mauritania, di Capo Verde e della Guinea Bissau per un triennio, venendo eletto per un secondo mandato nel 2008 e concludendolo nel 2011.
Il 16 febbraio 2006 si è recato in Vaticano, assieme ad altri membri dell'episcopato senegalese, per la visita ad limina apostolorum, allo scopo di discutere con il pontefice della situazione e dei problemi relativi alla sua diocesi.
Nell'ottobre 2012 è stato eletto presidente della Conferenza dei vescovi del Senegal, della Mauritania, di Capo Verde e della Guinea Bissau succedendo a Jean-Noël Diouf, vescovo di Tambacounda; dopo essere stato rieletto all'inizio di dicembre 2014, ha concluso il proprio mandato il 18 novembre 2017.
Il 10 novembre 2014 ha compiuto una seconda visita ad limina con l'intera conferenza episcopale in Vaticano.

#### Arcivescovo metropolita di Dakar
Il 22 dicembre 2014 papa Francesco lo ha promosso arcivescovo metropolita di Dakar; è succeduto al cardinale Théodore-Adrien Sarr, dimissionario per raggiunti limiti d'età dopo quattordici anni di governo pastorale. Ha preso possesso dell'arcidiocesi durante una cerimonia svoltasi nella cattedrale di Nostra Signora delle Vittorie il 21 febbraio 2015. Il 29 giugno seguente, giorno della solennità dei Santi Pietro e Paolo, si è recato presso la basilica di San Pietro in Vaticano, dove il pontefice gli ha consegnato il pallio, simbolo di comunione tra la Santa Sede e il metropolita, che gli è stato imposto in una cerimonia successiva.
Dal 5 al 19 ottobre dello stesso anno ha preso parte alla III assemblea generale straordinaria del Sinodo dei vescovi, svoltasi nella Città del Vaticano, con tema Le sfide pastorali della famiglia nel contesto dell'evangelizzazione e dal 4 al 25 ottobre 2015 ha partecipato anche alla XIV assemblea generale ordinaria con tema La vocazione e la missione della famiglia nella Chiesa e nel mondo contemporaneo.
Il 22 febbraio 2025 papa Francesco ha accolto la sua rinuncia, presentata per raggiunti limiti di età, al governo pastorale dell'arcidiocesi di Dakar; gli è succeduto André Gueye, fino ad allora vescovo di Thiès e amministratore apostolico di Saint-Louis du Sénégal.

## Genealogia episcopale e successione apostolica
La genealogia episcopale è:
- Cardinale Scipione Rebiba
- Cardinale Giulio Antonio Santori
- Cardinale Girolamo Bernerio, O.P.
- Arcivescovo Galeazzo Sanvitale
- Cardinale Ludovico Ludovisi
- Cardinale Luigi Caetani
- Cardinale Ulderico Carpegna
- Cardinale Paluzzo Paluzzi Altieri degli Albertoni
- Papa Benedetto XIII
- Papa Benedetto XIV
- Papa Clemente XIII
- Cardinale Marcantonio Colonna
- Cardinale Giacinto Sigismondo Gerdil, B.
- Cardinale Giulio Maria della Somaglia
- Cardinale Carlo Odescalchi, S.I.
- Vescovo Eugène de Mazenod, O.M.I.
- Cardinale Joseph Hippolyte Guibert, O.M.I.
- Cardinale François-Marie-Benjamin Richard de la Vergne
- Vescovo Marie-Prosper-Adolphe de Bonfils
- Cardinale Louis-Ernest Dubois
- Cardinale Pierre-Marie Gerlier
- Arcivescovo Émile André Jean-Marie Maury
- Cardinale Hyacinthe Thiandoum
- Cardinale Théodore-Adrien Sarr
- Arcivescovo Benjamin Ndiaye

La successione apostolica è:
- Vescovo Augustin Simmel Ndiaye (2025)